# Білоруська секція студентів Горецького сільськогосподарського інституту

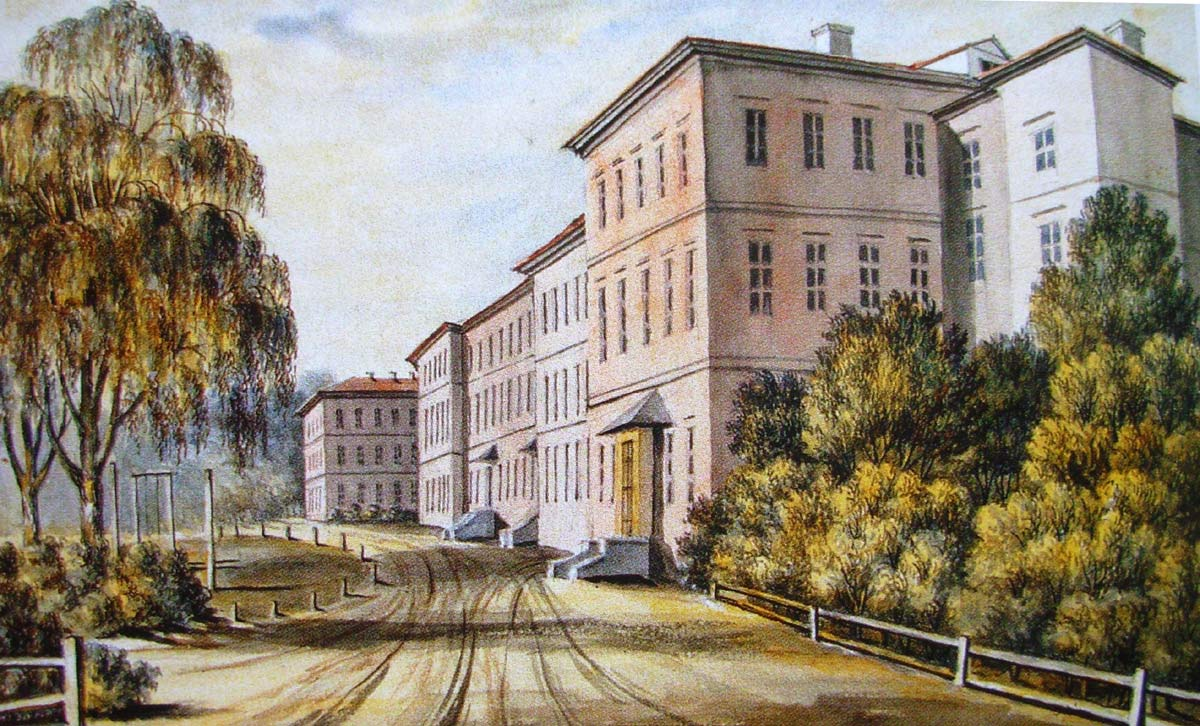
Горецький сільськогосподарський інститут

Білоруська секція студентів Горецького сільськогосподарського інституту (Білоруський учнівський гурток) існував з березня 1917 до весни 1924.

## Історія
15 жовтня 1919 затверджено статут, згідно з яким секція мала завдання «розширювати свідомість між білорусами, знайомити з літературою, театральними творами, історією, культурним та економічним становищем Білорусі та допомагати білоруському національному рухові охоплювати більш широкі народні прошарки». Ініціатори створення - Г. Горецький, С. Журик. 
При секції засновано відділи: історико-економічний, літературний, театральний, музичний, мистецтва. Члени театрального відділу інсценували поему «Тарас на Парнасі», ставили п'єси В. Голубка, В. Дунін-Марцинкевича, Я. Купали та інших. Засновані були також білоруські драматичні гуртки в навколишніх селах. Члени секції виступали перед селянами Горецького повіту щодо білоруського національного питання, влаштовували культурні та наукові заходи. 
У 1918 секція студентів видала листівку для селян «Як читати білоруською», у 1919 займалася вкладанням білоруської сільськогосподарської термінології, обробкою і перекладом на білоруську мову сільськогосподарської літератури для селян, на початку 1920-х років члени секції складали «Білоруський ботанічний словник». У 1918-1920 політична платформа секції збігалася з платформою Білоруської партії соціалістів-революціонерів. 8 квітня 1920 зареєстровано у повітовому відділі народної освіти, 8 липня 1921 - в керівництві інституту. У 1918 секція студентів контактувала з Білоруським національним комісаріатом, у 1920-і роки з Білоруським центральним бюро при Народному комісаріаті освіти РРФСР, з Інбелкультом. У 1920-1922 співпрацювала з кружками «Білоруський молодь» в Мінську, «Просвещение» в Могильові, разом з Білоруською культурно-науковою асоціацією при Петровській сільськогосподарській академії готувала до друку журнал «Білоруський господар».
Влітку 1922 представники секції брали участь в конференції пролетарського студентства БССР у Мінську. 3 1922 голова секції Н. Гончарик, секретар Грушевський. Навесні 1923 за завданням повітового відділу освіти розробляла план-сітку з переведення деяких шкіл Горецького повіту Смоленської губернії на білоруську мову навчання. Співпрацювала з періодичними виданнями Мінська, Вільнюса. Протягом усього існування роботі секції заважали російські великодержавні шовіністи і особи, котрі вороже ставилися до білоруського національного відродження. Недружню позицію займали місцеві партійні, комсомольські та комуністичні органи. Ранній період діяльності секції зобразив Г. Горецький в повісті «Дві душі».
Білоруська секція студентів Горецького сільськогосподарського інституту припинила існування після приєднання Горецького повіту до БРСР, тому що відповідно до тодішнього законодавства БССР діяльність створених за національною ознакою організацій не дозволялася.